# Full contact karate
Full-contact karate è un termine usato per indicare una disciplina sportiva in cui è consentito il pieno contatto (full contact in inglese) dalla cintura in su; la disciplina fu inventata da Joe Lewis.

## Storia
Negli anni settanta si erano diffuse varie arti marziali nei cui incontri i colpi dovevano essere controllati e l'azione doveva spesso essere interrotta dopo i colpi stessi. Per rendere più spettacolari i combattimenti, vennero inizialmente inventate due nuove discipline: il point karate negli Stati Uniti e il semi-contact in Europa; in queste discipline gli atleti indossano protezioni (inventate dal maestro coreano Jhoon Rhee) che permettono il contatto alla fine del colpo, anche se è necessario fermare l'azione subito dopo.
Joe Lewis, campione di karate tradizionale e point karate, decise di dar vita a una disciplina in cui, come nel pugilato, vi fosse il contatto pieno: si trattava del full-contact karate, detto anche professional karate. Questa nuova disciplina riscosse notevole successo sia negli Stati Uniti sia in Europa. Dato che le associazioni sportive di karate tradizionale ritenevano non corretto associare la parola karate a full-contact, oggi tale disciplina viene chiamata semplicemente full-contact ed è divenuta una specialità della kickboxing.
Oltre al semi-contact vi è il light-contact, nel quale i colpi devono essere controllati; infatti si tratta di due discipline che esaltano l'aspetto tecnico: le azioni vengono interrotte, nel primo caso, allorché l'atleta mette a segno un punto; nel secondo caso, invece, quando gli atleti non controllano i colpi. Per entrambe le discipline non è quindi previsto il fuori combattimento (K.O.); nel full-contact, invece, il fuori combattimento è previsto, in quanto non è richiesto il controllo del colpo (full contact = contatto pieno).

## Differenti forme difull-contact

### Full-contact point karate
Una variante di full-contact è denominata full-contact point karate. È molto simile alle competizioni di karate e si differenzia dal semi-contact e dal light-contact in quanto l'arbitro può squalificare per contatto eccessivo; l'incontro viene interrotto dopo ogni colpo portato a segno.
Questa forma di competizione di full-contact karate s'è sviluppato principalmente in America settentrionale, area geografica d'origine, e ha un seguito anche in Europa.
Essa è simile al formato di competizione usato nel taekwondo e nelle competizioni di karate sportivo, i quali applicano queste regole, spesso indistinguibili in quanto a regolamento di gara.

### American full-contact karate
Un secondo formato di competizione è l'american full-contact karate. Sviluppatosi negli Stati Uniti tra gli anni Sessanta e l'inizio degli anni Settanta, ha mutuato regole e schemi dal pugilato occidentale: il combattimento continua nonostante il punteggio, e gli stessi punti vengono contati a fine incontro. Le protezioni consistono nell'impiego di guantoni, calzari per i piedi, paratibie, ecc. L'american full-contact non permette i calci sotto la cintura e i colpi portati con gomiti e ginocchia.

### Knockdown karate
Un altro maggiore formato sportivo di full-contact karate è conosciuto come knockdown karate, talora denominato japanese full-contact karate. Questo stile di combattimento è stato sviluppato per la prima volta nella seconda metà degli anni Sessanta in Giappone dall'organizzazione Kyokushinkai Karate, fondata da Masutatsu Ōyama. Nel combattimento tradizionale nessuno dei due combattenti indossa alcun tipo di protezione se non la conchiglia (anche se qualche volta i regolamenti locali presentano eccezioni), ma è comunque un combattimento a nocche scoperte. Pugni al viso e inguine, e attacchi uniti sono proibiti, ma tutti i colpi con le nocche scoperte e con i gomiti al corpo e ai fianchi (a eccezione dei colpi uniti), e calci (incluse le ginocchiate) a gambe, braccia, corpo e volto sono consentiti, come del resto anche le spazzate.
Un punto è realizzato solo quando si è messo a tappeto l'avversario, o lo si è immobilizzato; una spazzata e un controlled follow-up valgono mezzo punto; inoltre, a meno che ci sia una spazzata o un atterramento (knockdown), il combattimento è continuo. Al contrario dell'american full-contact karate, non si contano i colpi andati a segno, ma solo gli effetti dei colpi.

### Gloved karate
Un recente sistema di full-contact karate è il gloved karate o karate gloved. Qualcuno lo chiamava anche shin-karate o shinkarate (o new karate, in una traduzione parziale), dipendentemente dall'associazione organizzatrice e dai promotori.
Questo sistema ha origine in Giappone, dove è divenuto uno sport dilettantistico e popolare per combattenti di karate che desiderano entrare nel kickboxing professionale. Fuori del Giappone ha guadagnato qualche consenso anche in Europa. Le regole prendono spunto da quelle di atterramento del karate, ma prevedono l'introduzione dei guantoni da pugilato, che permettono di colpire al volto.

### Altri
Altre regolamentazioni di full-contact includono versioni che permettono il pieno contatto della nocca nuda contro la testa indifesa. Tuttavia, esse possono dirsi minoritarie rispetto al precedente elenco di varianti. Le relative regole tendono a essere appannaggio di singole, piccole organizzazione, o anche di promozioni di manifestazioni di discipline sportive individuali.
Esempi di full-contact minori e di sistemi di regolamento sono le regolamentazioni del shinken shobu, del kyokushin-kan, del mumonkai
o del kudo, che si presenta non esattamente come un karate a pieno contatto ma come un'arte marziale mista.